# Plays Live
Plays Live – piąty album solowy Petera Gabriela, a pierwszy koncertowy. Pierwotnie został wydany w dwóch wersjach: jako dwupłytowy album oraz na kasecie magnetofonowej. Zawiera 16 utworów, a jego całkowita długość wynosi blisko 90 minut. W 1985 r. został wydany na jednej płycie CD jako Plays Live – Highlights. Wersja ta zawiera tylko 12 utworów, a czasy utworów odbiegają od oryginału. Album został zremasterowany i wydany ponownie w 2002 r. Wersja „Highlights” została wydana w USA, a pełna wersja ze wszystkimi utworami w Wielkiej Brytanii.
Nagranie zawiera jeden utwór, który nie był wcześniej publikowany - „I Go Swimming” (Gabriel wykonał go po raz pierwszy w 1980 r. podczas trasy promującej swój trzeci album). Utwór „I Don't Remember” został wydany jako singiel wraz z teledyskiem.

## Lista utworów
Wszystkie utwory napisał Peter Gabriel.

### Wydanie oryginalne

#### Płyta 1

##### Strona A
1. „The Rhythm of the Heat” – 6:26
2. „I Have the Touch” – 5:18
3. „Not One of Us” – 5:29
4. „Family Snapshot” – 4:44

##### Strona B
1. „D.I.Y.” – 4:20
2. „The Family and the Fishing Net” – 7:22
3. „Intruder” – 5:03
4. „I Go Swimming” – 4:44

#### Płyta 2

##### Strona C
1. „San Jacinto” – 8:27
2. „Solsbury Hill” – 4:42
3. „No Self Control” – 5:03
4. „I Don't Remember” – 4:19

##### Strona D
1. „Shock The Monkey” – 7:10
2. „Humdrum” – 4:23
3. „On the Air” – 5:22
4. „Biko” – 7:01

### Plays Live – Highlights
1. „I Have the Touch” – 4:47
2. „Family Snapshot” – 4:47
3. „D.I.Y.” – 4:05
4. „The Family and the Fishing Net” – 7:38
5. „I Go Swimming” – 4:54
6. „San Jacinto” – 8:19
7. „Solsbury Hill” – 4:41
8. „No Self Control” – 5:04
9. „I Don't Remember” – 4:12
10. „Shock The Monkey” – 7:10
11. „Humdrum” – 4:21
12. „Biko” – 6:52

## Muzycy
- Peter Gabriel – syntezator, pianino, śpiew
- Jerry Marotta – bębny, perkusja, wokal wspierający
- Tony Levin – gitara basowa, Chapman stick, wokal wspierający
- David Rhodes – gitara elektryczna, wokal wspierający
- Larry Fast – syntezator, pianino